# Aciagrion occidentale
Aciagrion occidentale là một loài chuồn chuồn kim trong họ Coenagrionidae.Nó phân bố ở Ấn Độ, Sri Lanka, Maldives, Việt Nam và Thái Lan. Loài này được xếp vào nhóm loài ít quan tâm trong sách đỏ của IUCN năm 2010. Aciagrion occidentale được Laidlaw miêu tả khoa học năm 1919.

## Mô tả
Đây là một loài chuồn chuồn kim với một đốm đen màu xanh lam ở đoạn thứ 8 của bụng. Ngực của nó có màu đen với các sọc màu xanh ở hai bên. Bụng của nó rất mảnh với màu đen trên lưng của các đoạn từ 1 đến 7 và màu xanh nhạt ở hai bên. Đoạn 8 có màu xanh lam với đốm đen hình tam giác hẹp ở lưng, đoạn 9 có màu xanh lam. Đoạn 10 có màu đen ở mặt lưng và màu xanh lam ở hai bên. Con cái tương tự như con đực ngoại trừ ba đoạn bụng cuối cùng. Phân đoạn 8 có một vết đen rộng trên lưng, 9 với một vết nhỏ ở lưng và 10 là hoàn toàn màu xanh lam.

## Môi trường sống
Nó bay sát mặt đất và được tìm thấy ở những vùng đất ngập nước có cây bụi chiếm ưu thế. Mặc dù có cấu tạo mỏng manh, nó thích di chuyển bằng cách bay lên cao trong không khí và tận dụng lợi thế nhẹ của các dòng không khí.

## Hình ảnh

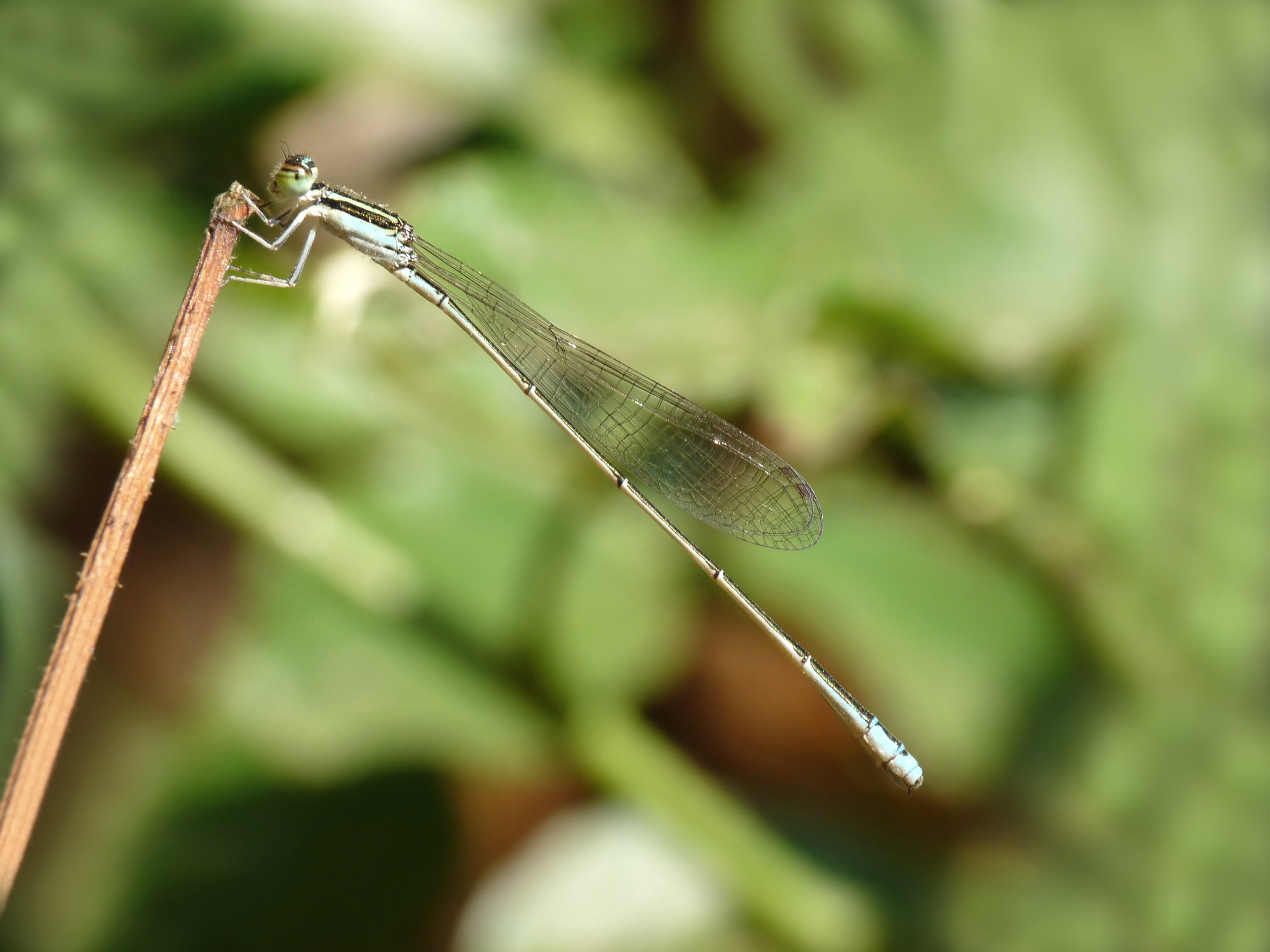
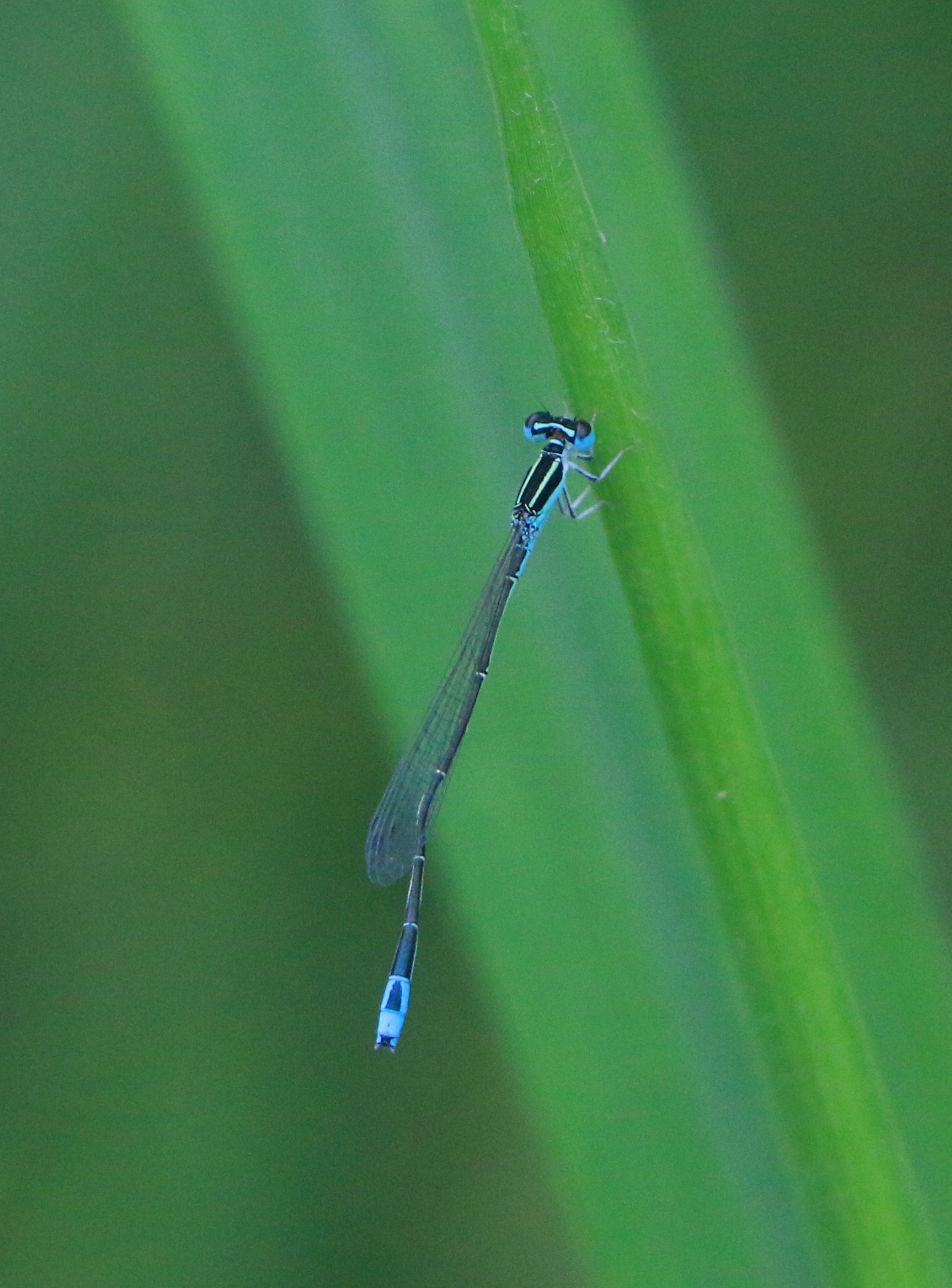
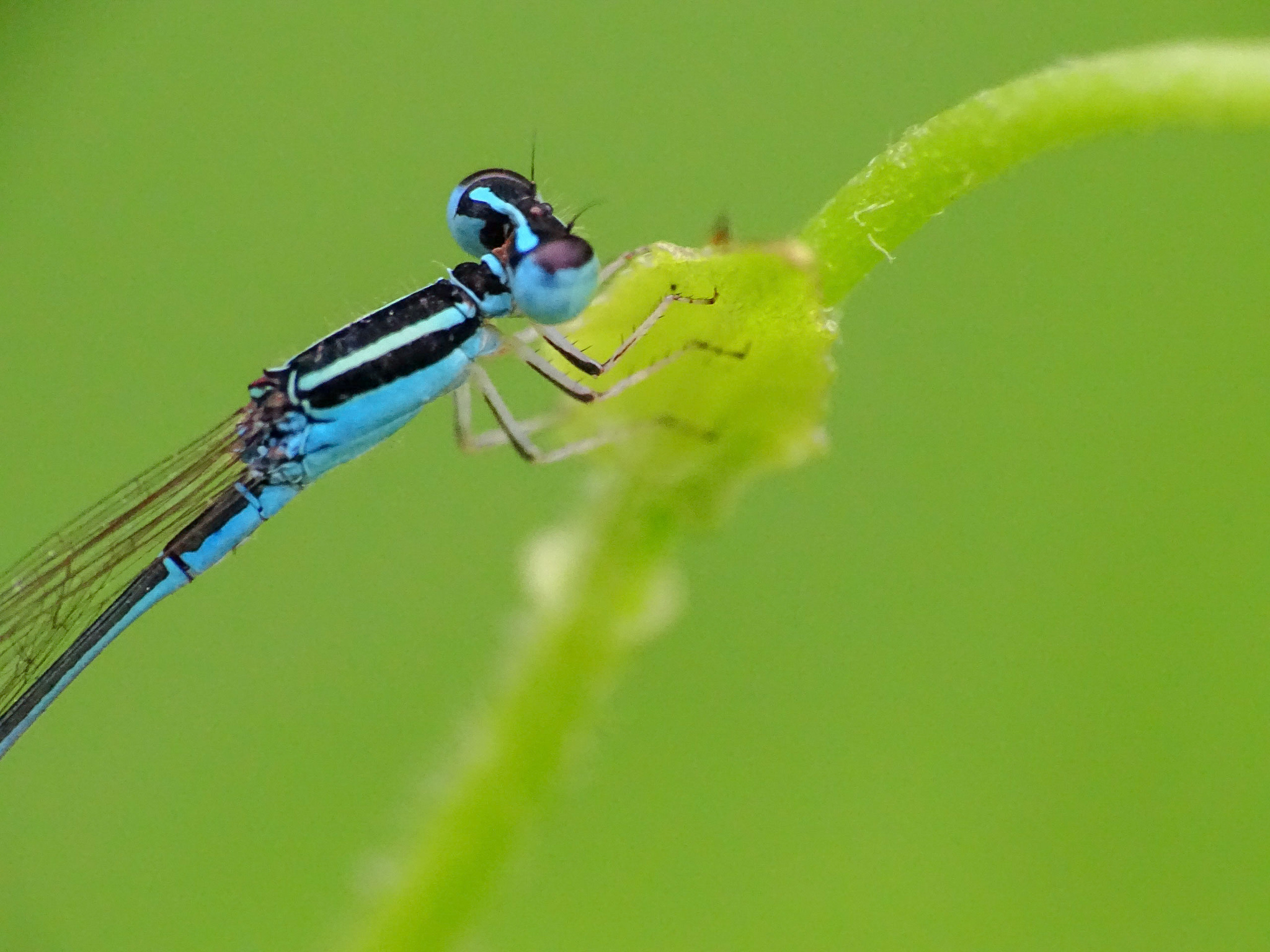
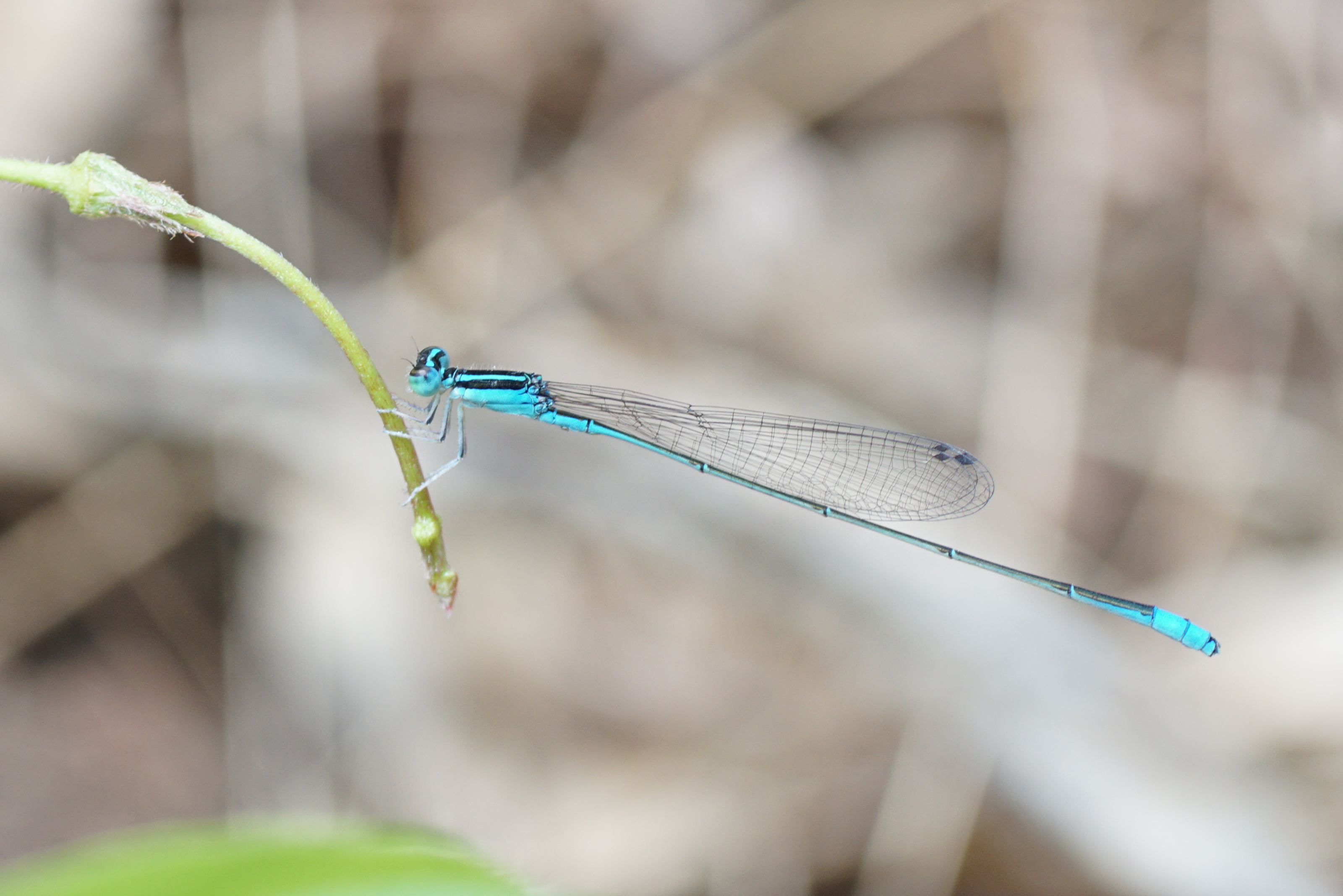
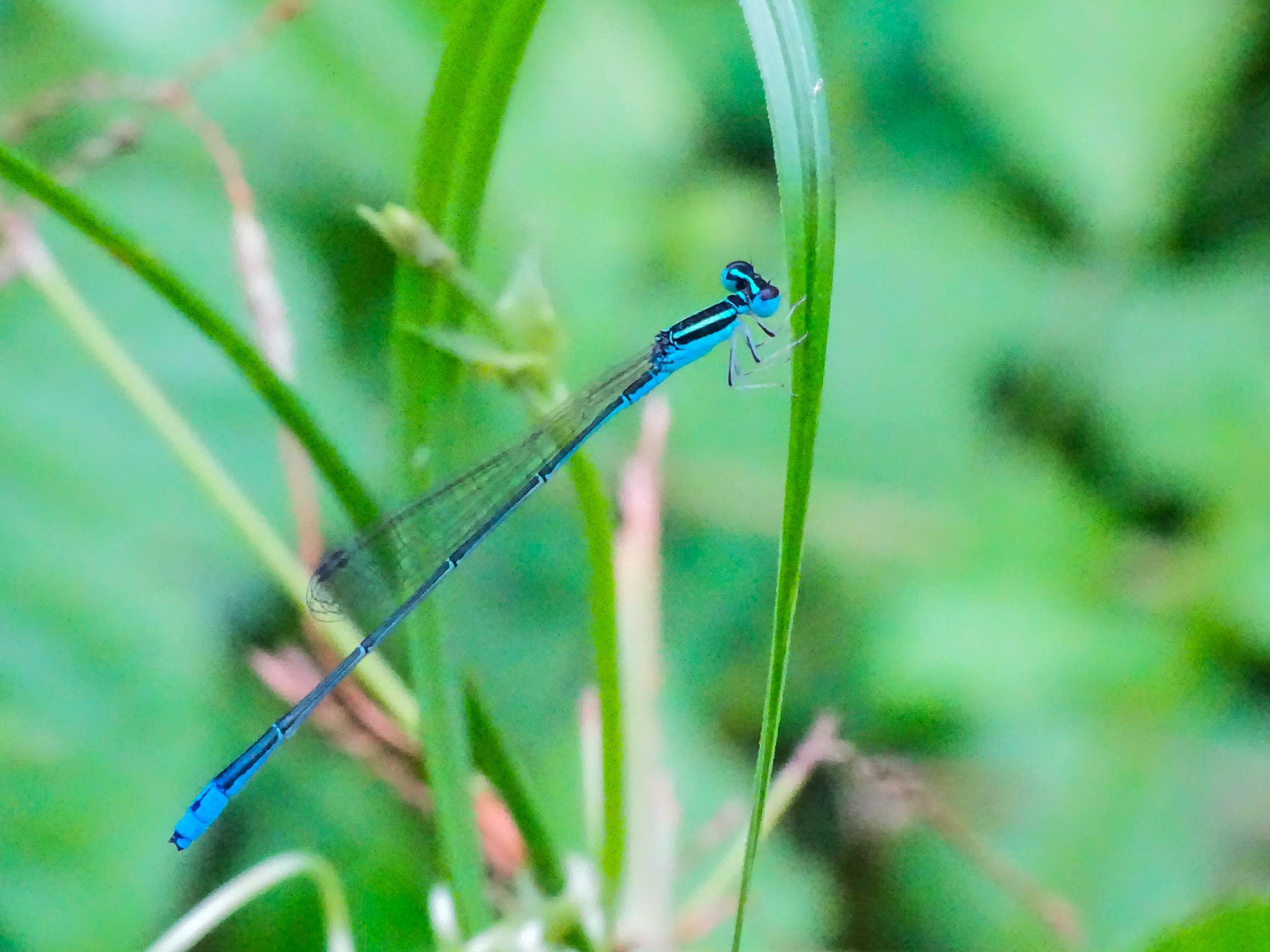